# Tour de Hungría 2020
La 41.ª edición del Tour de Hungría fue una carrera de ciclismo en ruta por etapas que se celebró entre el 29 de agosto y el 2 de septiembre de 2020 con inicio en la ciudad de Esztergom y final en la ciudad de Gyöngyös en Hungría. El recorrido consta de un total de 5 etapas sobre una distancia total de 825,5 km.
La carrera hizo parte del circuito UCI Europe Tour 2020 dentro de la categoría 2.1 y fue ganada por el húngaro Attila Valter del CCC. Completaron el podio, como segundo y tercer clasificado respectivamente, el estadounidense Quinn Simmons del Trek-Segafredo y el australiano Damien Howson del Mitchelton-Scott.

## Equipos participantes
Tomaron la partida un total de 20 equipos, de los cuales 5 son de categoría UCI WorldTeam, 8 de categoría UCI ProTeam, 7 Continental y la selección nacional de Hungría, quienes conformaron un pelotón de 119 ciclistas de los cuales terminaron 100. Los equipos participantes son:
| WorldTeams (5)- Israel Start-Up Nation - CCC Team - Mitchelton-Scott - Trek-Segafredo - Jumbo-Visma ProTeams (8)- Team Novo Nordisk - Vini Zabù-KTM - Androni Giocattoli-Sidermec - Alpecin-Fenix - Uno-X Pro Cycling Team - Bingoal-Wallonie Bruxelles - Sport Vlaanderen-Baloise - Caja Rural-Seguros RGA Equipos continentales (6)- Kometa-Xstra - Team Novak - Adria Mobil - Giotti Victoria-Palomar - Vorarlberg Santic - Elkov-Kasper Equipo nacional- Hungría |
| |

## Etapas
| Etapa     | Fecha     | Recorrido                  | type             | Distancia (km) | Ganador        | Líder          |
| --------- | --------- | -------------------------- | ---------------- | -------------- | -------------- | -------------- |
| 1.ª etapa | 29 de ago | Estrigonia – Estrigonia    | etapa escarpada  | 117,5          | Jon Aberasturi | Jon Aberasturi |
| 2.ª etapa | 30 de ago | Debrecen – Hajdúszoboszló  | etapa llana      | 158,4          | Jakub Mareczko | Jon Aberasturi |
| 3.ª etapa | 31 de ago | Karcag – Nyíregyháza       | etapa llana      | 181,8          | Jakub Mareczko | Kaden Groves   |
| 4.ª etapa | 1 de sep  | Sárospatak – Kazincbarcika | etapa escarpada  | 180            | Jakub Mareczko | Kaden Groves   |
| 5.ª etapa | 2 de sep  | Miskolc – Gyöngyös         | etapa de montaña | 187,8          | Attila Valter  | Attila Valter  |

## Desarrollo de la carrera

### 1.ª etapa
| Estrigonia - Estrigonia | etapa escarpada | (117,5 km) |

| \| Clasificación de la etapa \| Clasificación de la etapa \| Clasificación de la etapa \| Clasificación de la etapa \| Clasificación de la etapa \| \| Ciclista \| Ciclista \| Equipo \| Tiempo \| \| \| ------------------------- \| ------------------------- \| -------------------------- \| ------------------------- \| ------------------------- \| \| 1.º \| Jon Aberasturi \| Caja Rural-Seguros RGA \| 2 h 48 min 04 s \| \| \| 2.º \| Kaden Groves \| Mitchelton-Scott \| + 0 s \| \| \| 3.º \| Adam Ťoupalík \| Elkov-Kasper \| + 0 s \| \| \| 4.º \| Kamil Gradek \| CCC Team \| + 0 s \| \| \| 5.º \| David van der Poel \| Alpecin-Fenix \| + 0 s \| \| \| 6.º \| Itamar Einhorn \| Israel Start-Up Nation \| + 0 s \| \| \| 7.º \| Diego Pablo Sevilla \| Kometa-Xstra \| + 0 s \| \| \| 8.º \| Aksel Nõmmela \| Bingoal-Wallonie Bruxelles \| + 0 s \| \| \| 9.º \| Riccardo Stacchiotti \| Vini Zabù-KTM \| + 0 s \| \| \| 10.º \| Markus Hoelgaard \| Uno-X Pro Cycling Team \| + 0 s \| \| |                      |                            |                 |
| |                      |                            |                 |
| Fuente: ProCyclingStats |                      |                            |                 |
| Clasificación de la etapa |                      |                            |                 |
| Ciclista | Ciclista             | Equipo                     | Tiempo          |
| 1.º | Jon Aberasturi       | Caja Rural-Seguros RGA     | 2 h 48 min 04 s |
| 2.º | Kaden Groves         | Mitchelton-Scott           | + 0 s           |
| 3.º | Adam Ťoupalík        | Elkov-Kasper               | + 0 s           |
| 4.º | Kamil Gradek         | CCC Team                   | + 0 s           |
| 5.º | David van der Poel   | Alpecin-Fenix              | + 0 s           |
| 6.º | Itamar Einhorn       | Israel Start-Up Nation     | + 0 s           |
| 7.º | Diego Pablo Sevilla  | Kometa-Xstra               | + 0 s           |
| 8.º | Aksel Nõmmela        | Bingoal-Wallonie Bruxelles | + 0 s           |
| 9.º | Riccardo Stacchiotti | Vini Zabù-KTM              | + 0 s           |
| 10.º | Markus Hoelgaard     | Uno-X Pro Cycling Team     | + 0 s           |

| \| Clasificación general \| Clasificación general \| Clasificación general \| Clasificación general \| Clasificación general \| \| Ciclista \| Ciclista \| Equipo \| Tiempo \| \| \| --------------------- \| --------------------- \| -------------------------- \| --------------------- \| --------------------- \| \| 1.º \| Jon Aberasturi \| Caja Rural-Seguros RGA \| 2 h 47 min 54 s \| \| \| 2.º \| Kaden Groves \| Mitchelton-Scott \| + 4 s \| \| \| 3.º \| Adam Ťoupalík \| Elkov-Kasper \| + 6 s \| \| \| 4.º \| David Lozano Riba \| Team Novo Nordisk \| + 9 s \| \| \| 5.º \| Kamil Gradek \| CCC Team \| + 10 s \| \| \| 6.º \| David van der Poel \| Alpecin-Fenix \| + 10 s \| \| \| 7.º \| Itamar Einhorn \| Israel Start-Up Nation \| + 10 s \| \| \| 8.º \| Diego Pablo Sevilla \| Kometa-Xstra \| + 10 s \| \| \| 9.º \| Aksel Nõmmela \| Bingoal-Wallonie Bruxelles \| + 10 s \| \| \| 10.º \| Riccardo Stacchiotti \| Vini Zabù-KTM \| + 10 s \| \| |                      |                            |                 |
| |                      |                            |                 |
| Fuente: ProCyclingStats |                      |                            |                 |
| Clasificación general |                      |                            |                 |
| Ciclista | Ciclista             | Equipo                     | Tiempo          |
| 1.º | Jon Aberasturi       | Caja Rural-Seguros RGA     | 2 h 47 min 54 s |
| 2.º | Kaden Groves         | Mitchelton-Scott           | + 4 s           |
| 3.º | Adam Ťoupalík        | Elkov-Kasper               | + 6 s           |
| 4.º | David Lozano Riba    | Team Novo Nordisk          | + 9 s           |
| 5.º | Kamil Gradek         | CCC Team                   | + 10 s          |
| 6.º | David van der Poel   | Alpecin-Fenix              | + 10 s          |
| 7.º | Itamar Einhorn       | Israel Start-Up Nation     | + 10 s          |
| 8.º | Diego Pablo Sevilla  | Kometa-Xstra               | + 10 s          |
| 9.º | Aksel Nõmmela        | Bingoal-Wallonie Bruxelles | + 10 s          |
| 10.º | Riccardo Stacchiotti | Vini Zabù-KTM              | + 10 s          |

### 2.ª etapa
| Debrecen - Hajdúszoboszló | etapa llana | (158,4 km) |

| \| Clasificación de la etapa \| Clasificación de la etapa \| Clasificación de la etapa \| Clasificación de la etapa \| Clasificación de la etapa \| \| Ciclista \| Ciclista \| Equipo \| Tiempo \| \| \| ------------------------- \| ------------------------- \| --------------------------- \| ------------------------- \| ------------------------- \| \| 1.º \| Jakub Mareczko \| CCC Team \| 3 h 38 min 20 s \| \| \| 2.º \| Matteo Moschetti \| Trek-Segafredo \| + 0 s \| \| \| 3.º \| Luca Pacioni \| Androni Giocattoli-Sidermec \| + 0 s \| \| \| 4.º \| Andrea Guardini \| Giotti Victoria \| + 0 s \| \| \| 5.º \| Itamar Einhorn \| Israel Start-Up Nation \| + 0 s \| \| \| 6.º \| Alexander Konychev \| Mitchelton-Scott \| + 0 s \| \| \| 7.º \| Alois Kaňkovský \| Elkov-Kasper \| + 0 s \| \| \| 8.º \| Emīls Liepiņš \| Trek-Segafredo \| + 0 s \| \| \| 9.º \| Rudy Barbier \| Israel Start-Up Nation \| + 0 s \| \| \| 10.º \| Erlend Blikra \| Uno-X Pro Cycling Team \| + 0 s \| \| |                    |                             |                 |
| |                    |                             |                 |
| Fuente: ProCyclingStats |                    |                             |                 |
| Clasificación de la etapa |                    |                             |                 |
| Ciclista | Ciclista           | Equipo                      | Tiempo          |
| 1.º | Jakub Mareczko     | CCC Team                    | 3 h 38 min 20 s |
| 2.º | Matteo Moschetti   | Trek-Segafredo              | + 0 s           |
| 3.º | Luca Pacioni       | Androni Giocattoli-Sidermec | + 0 s           |
| 4.º | Andrea Guardini    | Giotti Victoria             | + 0 s           |
| 5.º | Itamar Einhorn     | Israel Start-Up Nation      | + 0 s           |
| 6.º | Alexander Konychev | Mitchelton-Scott            | + 0 s           |
| 7.º | Alois Kaňkovský    | Elkov-Kasper                | + 0 s           |
| 8.º | Emīls Liepiņš      | Trek-Segafredo              | + 0 s           |
| 9.º | Rudy Barbier       | Israel Start-Up Nation      | + 0 s           |
| 10.º | Erlend Blikra      | Uno-X Pro Cycling Team      | + 0 s           |

| \| Clasificación general \| Clasificación general \| Clasificación general \| Clasificación general \| Clasificación general \| \| Ciclista \| Ciclista \| Equipo \| Tiempo \| \| \| --------------------- \| --------------------- \| ------------------------ \| --------------------- \| --------------------- \| \| 1.º \| Jon Aberasturi \| Caja Rural-Seguros RGA \| 6 h 26 min 14 s \| \| \| 2.º \| Kaden Groves \| Mitchelton-Scott \| + 4 s \| \| \| 3.º \| Andras Szatmary \| Hungría \| + 5 s \| \| \| 4.º \| Gilles De Wilde \| Sport Vlaanderen-Baloise \| + 5 s \| \| \| 5.º \| Adam Ťoupalík \| Elkov-Kasper \| + 6 s \| \| \| 6.º \| David Lozano Riba \| Team Novo Nordisk \| + 9 s \| \| \| 7.º \| Arturo Gravalos \| Kometa-Xstra \| + 9 s \| \| \| 8.º \| Žiga Horvat \| Adria Mobil \| + 9 s \| \| \| 9.º \| Itamar Einhorn \| Israel Start-Up Nation \| + 10 s \| \| \| 10.º \| David van der Poel \| Alpecin-Fenix \| + 10 s \| \| |                    |                          |                 |
| |                    |                          |                 |
| Fuente: ProCyclingStats |                    |                          |                 |
| Clasificación general |                    |                          |                 |
| Ciclista | Ciclista           | Equipo                   | Tiempo          |
| 1.º | Jon Aberasturi     | Caja Rural-Seguros RGA   | 6 h 26 min 14 s |
| 2.º | Kaden Groves       | Mitchelton-Scott         | + 4 s           |
| 3.º | Andras Szatmary    | Hungría                  | + 5 s           |
| 4.º | Gilles De Wilde    | Sport Vlaanderen-Baloise | + 5 s           |
| 5.º | Adam Ťoupalík      | Elkov-Kasper             | + 6 s           |
| 6.º | David Lozano Riba  | Team Novo Nordisk        | + 9 s           |
| 7.º | Arturo Gravalos    | Kometa-Xstra             | + 9 s           |
| 8.º | Žiga Horvat        | Adria Mobil              | + 9 s           |
| 9.º | Itamar Einhorn     | Israel Start-Up Nation   | + 10 s          |
| 10.º | David van der Poel | Alpecin-Fenix            | + 10 s          |

### 3.ª etapa
| Karcag - Nyíregyháza | etapa llana | (181,8 km) |

| \| Clasificación de la etapa \| Clasificación de la etapa \| Clasificación de la etapa \| Clasificación de la etapa \| Clasificación de la etapa \| \| Ciclista \| Ciclista \| Equipo \| Tiempo \| \| \| ------------------------- \| ------------------------- \| --------------------------- \| ------------------------- \| ------------------------- \| \| 1.º \| Jakub Mareczko \| CCC Team \| 3 h 48 min 33 s \| \| \| 2.º \| Kaden Groves \| Mitchelton-Scott \| + 0 s \| \| \| 3.º \| Erlend Blikra \| Uno-X Pro Cycling Team \| + 0 s \| \| \| 4.º \| Matteo Moschetti \| Trek-Segafredo \| + 0 s \| \| \| 5.º \| David van der Poel \| Alpecin-Fenix \| + 0 s \| \| \| 6.º \| Itamar Einhorn \| Israel Start-Up Nation \| + 0 s \| \| \| 7.º \| Andrea Guardini \| Giotti Victoria \| + 0 s \| \| \| 8.º \| Rudy Barbier \| Israel Start-Up Nation \| + 0 s \| \| \| 9.º \| Luca Pacioni \| Androni Giocattoli-Sidermec \| + 0 s \| \| \| 10.º \| Emīls Liepiņš \| Trek-Segafredo \| + 0 s \| \| |                    |                             |                 |
| |                    |                             |                 |
| Fuente: ProCyclingStats |                    |                             |                 |
| Clasificación de la etapa |                    |                             |                 |
| Ciclista | Ciclista           | Equipo                      | Tiempo          |
| 1.º | Jakub Mareczko     | CCC Team                    | 3 h 48 min 33 s |
| 2.º | Kaden Groves       | Mitchelton-Scott            | + 0 s           |
| 3.º | Erlend Blikra      | Uno-X Pro Cycling Team      | + 0 s           |
| 4.º | Matteo Moschetti   | Trek-Segafredo              | + 0 s           |
| 5.º | David van der Poel | Alpecin-Fenix               | + 0 s           |
| 6.º | Itamar Einhorn     | Israel Start-Up Nation      | + 0 s           |
| 7.º | Andrea Guardini    | Giotti Victoria             | + 0 s           |
| 8.º | Rudy Barbier       | Israel Start-Up Nation      | + 0 s           |
| 9.º | Luca Pacioni       | Androni Giocattoli-Sidermec | + 0 s           |
| 10.º | Emīls Liepiņš      | Trek-Segafredo              | + 0 s           |

| \| Clasificación general \| Clasificación general \| Clasificación general \| Clasificación general \| Clasificación general \| \| Ciclista \| Ciclista \| Equipo \| Tiempo \| \| \| --------------------- \| --------------------- \| ------------------------ \| --------------------- \| --------------------- \| \| 1.º \| Kaden Groves \| Mitchelton-Scott \| 10 h 14 min 45 s \| \| \| 2.º \| Jon Aberasturi \| Caja Rural-Seguros RGA \| + 2 s \| \| \| 3.º \| Lennard Hofstede \| Jumbo-Visma \| + 3 s \| \| \| 4.º \| Emiel Planckaert \| Sport Vlaanderen-Baloise \| + 6 s \| \| \| 5.º \| Gilles De Wilde \| Sport Vlaanderen-Baloise \| + 7 s \| \| \| 6.º \| Andras Szatmary \| Hungría \| + 7 s \| \| \| 7.º \| Adam Ťoupalík \| Elkov-Kasper \| + 8 s \| \| \| 8.º \| Kristian Kulset \| Uno-X Pro Cycling Team \| + 9 s \| \| \| 9.º \| David Lozano Riba \| Team Novo Nordisk \| + 11 s \| \| \| 10.º \| Arturo Gravalos \| Kometa-Xstra \| + 11 s \| \| |                   |                          |                  |
| |                   |                          |                  |
| Fuente: ProCyclingStats |                   |                          |                  |
| Clasificación general |                   |                          |                  |
| Ciclista | Ciclista          | Equipo                   | Tiempo           |
| 1.º | Kaden Groves      | Mitchelton-Scott         | 10 h 14 min 45 s |
| 2.º | Jon Aberasturi    | Caja Rural-Seguros RGA   | + 2 s            |
| 3.º | Lennard Hofstede  | Jumbo-Visma              | + 3 s            |
| 4.º | Emiel Planckaert  | Sport Vlaanderen-Baloise | + 6 s            |
| 5.º | Gilles De Wilde   | Sport Vlaanderen-Baloise | + 7 s            |
| 6.º | Andras Szatmary   | Hungría                  | + 7 s            |
| 7.º | Adam Ťoupalík     | Elkov-Kasper             | + 8 s            |
| 8.º | Kristian Kulset   | Uno-X Pro Cycling Team   | + 9 s            |
| 9.º | David Lozano Riba | Team Novo Nordisk        | + 11 s           |
| 10.º | Arturo Gravalos   | Kometa-Xstra             | + 11 s           |

### 4.ª etapa
| Sárospatak - Kazincbarcika | etapa escarpada | (180 km) |

| \| Clasificación de la etapa \| Clasificación de la etapa \| Clasificación de la etapa \| Clasificación de la etapa \| Clasificación de la etapa \| \| Ciclista \| Ciclista \| Equipo \| Tiempo \| \| \| ------------------------- \| ------------------------- \| --------------------------- \| ------------------------- \| ------------------------- \| \| 1.º \| Jakub Mareczko \| CCC Team \| 3 h 55 min 53 s \| \| \| 2.º \| Emīls Liepiņš \| Trek-Segafredo \| + 0 s \| \| \| 3.º \| David van der Poel \| Alpecin-Fenix \| + 0 s \| \| \| 4.º \| Sasha Weemaes \| Sport Vlaanderen-Baloise \| + 0 s \| \| \| 5.º \| Andrea Guardini \| Giotti Victoria \| + 0 s \| \| \| 6.º \| Jon Aberasturi \| Caja Rural-Seguros RGA \| + 0 s \| \| \| 7.º \| Luca Pacioni \| Androni Giocattoli-Sidermec \| + 0 s \| \| \| 8.º \| Julien Mortier \| Bingoal-Wallonie Bruxelles \| + 0 s \| \| \| 9.º \| Alexander Konychev \| Mitchelton-Scott \| + 0 s \| \| \| 10.º \| Ádám Kristóf Karl \| Hungría \| + 0 s \| \| |                    |                             |                 |
| |                    |                             |                 |
| Fuente: ProCyclingStats |                    |                             |                 |
| Clasificación de la etapa |                    |                             |                 |
| Ciclista | Ciclista           | Equipo                      | Tiempo          |
| 1.º | Jakub Mareczko     | CCC Team                    | 3 h 55 min 53 s |
| 2.º | Emīls Liepiņš      | Trek-Segafredo              | + 0 s           |
| 3.º | David van der Poel | Alpecin-Fenix               | + 0 s           |
| 4.º | Sasha Weemaes      | Sport Vlaanderen-Baloise    | + 0 s           |
| 5.º | Andrea Guardini    | Giotti Victoria             | + 0 s           |
| 6.º | Jon Aberasturi     | Caja Rural-Seguros RGA      | + 0 s           |
| 7.º | Luca Pacioni       | Androni Giocattoli-Sidermec | + 0 s           |
| 8.º | Julien Mortier     | Bingoal-Wallonie Bruxelles  | + 0 s           |
| 9.º | Alexander Konychev | Mitchelton-Scott            | + 0 s           |
| 10.º | Ádám Kristóf Karl  | Hungría                     | + 0 s           |

| \| Clasificación general \| Clasificación general \| Clasificación general \| Clasificación general \| Clasificación general \| \| Ciclista \| Ciclista \| Equipo \| Tiempo \| \| \| --------------------- \| --------------------- \| ------------------------ \| --------------------- \| --------------------- \| \| 1.º \| Kaden Groves \| Mitchelton-Scott \| 14 h 10 min 38 s \| \| \| 2.º \| Jon Aberasturi \| Caja Rural-Seguros RGA \| + 2 s \| \| \| 3.º \| Lennard Hofstede \| Jumbo-Visma \| + 3 s \| \| \| 4.º \| Emiel Planckaert \| Sport Vlaanderen-Baloise \| + 6 s \| \| \| 5.º \| David van der Poel \| Alpecin-Fenix \| + 7 s \| \| \| 6.º \| Andras Szatmary \| Hungría \| + 7 s \| \| \| 7.º \| Gilles De Wilde \| Sport Vlaanderen-Baloise \| + 7 s \| \| \| 8.º \| Diego Pablo Sevilla \| Kometa-Xstra \| + 7 s \| \| \| 9.º \| Adam Ťoupalík \| Elkov-Kasper \| + 8 s \| \| \| 10.º \| Itamar Einhorn \| Israel Start-Up Nation \| + 9 s \| \| |                     |                          |                  |
| |                     |                          |                  |
| Fuente: ProCyclingStats |                     |                          |                  |
| Clasificación general |                     |                          |                  |
| Ciclista | Ciclista            | Equipo                   | Tiempo           |
| 1.º | Kaden Groves        | Mitchelton-Scott         | 14 h 10 min 38 s |
| 2.º | Jon Aberasturi      | Caja Rural-Seguros RGA   | + 2 s            |
| 3.º | Lennard Hofstede    | Jumbo-Visma              | + 3 s            |
| 4.º | Emiel Planckaert    | Sport Vlaanderen-Baloise | + 6 s            |
| 5.º | David van der Poel  | Alpecin-Fenix            | + 7 s            |
| 6.º | Andras Szatmary     | Hungría                  | + 7 s            |
| 7.º | Gilles De Wilde     | Sport Vlaanderen-Baloise | + 7 s            |
| 8.º | Diego Pablo Sevilla | Kometa-Xstra             | + 7 s            |
| 9.º | Adam Ťoupalík       | Elkov-Kasper             | + 8 s            |
| 10.º | Itamar Einhorn      | Israel Start-Up Nation   | + 9 s            |

### 5.ª etapa
| Miskolc - Gyöngyös | etapa de montaña | (187,8 km) |

| \| Clasificación de la etapa \| Clasificación de la etapa \| Clasificación de la etapa \| Clasificación de la etapa \| Clasificación de la etapa \| \| Ciclista \| Ciclista \| Equipo \| Tiempo \| \| \| ------------------------- \| ------------------------- \| -------------------------- \| ------------------------- \| ------------------------- \| \| 1.º \| Attila Valter \| CCC Team \| 4 h 35 min 15 s \| \| \| 2.º \| Quinn Simmons \| Trek-Segafredo \| + 10 s \| \| \| 3.º \| Damien Howson \| Mitchelton-Scott \| + 12 s \| \| \| 4.º \| Matteo Badilatti \| Israel Start-Up Nation \| + 15 s \| \| \| 5.º \| Tobias Foss \| Jumbo-Visma \| + 17 s \| \| \| 6.º \| Janez Brajkovič \| Adria Mobil \| + 17 s \| \| \| 7.º \| Laurens Huys \| Bingoal-Wallonie Bruxelles \| + 20 s \| \| \| 8.º \| Alexis Guérin \| Team Vorarlberg-Santic \| + 20 s \| \| \| 9.º \| Cristián Rodríguez \| Caja Rural-Seguros RGA \| + 27 s \| \| \| 10.º \| James Piccoli \| Israel Start-Up Nation \| + 37 s \| \| |                    |                            |                 |
| |                    |                            |                 |
| Fuente: ProCyclingStats |                    |                            |                 |
| Clasificación de la etapa |                    |                            |                 |
| Ciclista | Ciclista           | Equipo                     | Tiempo          |
| 1.º | Attila Valter      | CCC Team                   | 4 h 35 min 15 s |
| 2.º | Quinn Simmons      | Trek-Segafredo             | + 10 s          |
| 3.º | Damien Howson      | Mitchelton-Scott           | + 12 s          |
| 4.º | Matteo Badilatti   | Israel Start-Up Nation     | + 15 s          |
| 5.º | Tobias Foss        | Jumbo-Visma                | + 17 s          |
| 6.º | Janez Brajkovič    | Adria Mobil                | + 17 s          |
| 7.º | Laurens Huys       | Bingoal-Wallonie Bruxelles | + 20 s          |
| 8.º | Alexis Guérin      | Team Vorarlberg-Santic     | + 20 s          |
| 9.º | Cristián Rodríguez | Caja Rural-Seguros RGA     | + 27 s          |
| 10.º | James Piccoli      | Israel Start-Up Nation     | + 37 s          |

## Clasificaciones finales
Las clasificaciones finalizaron de la siguiente forma:

### Clasificación general
| \| Clasificación general \| Clasificación general \| Clasificación general \| Clasificación general \| Clasificación general \| \| Ciclista \| Ciclista \| Equipo \| Tiempo \| \| \| --------------------- \| --------------------- \| -------------------------- \| --------------------- \| --------------------- \| \| 1.º \| Attila Valter \| CCC Team \| 18 h 45 min 55 s \| \| \| 2.º \| Quinn Simmons \| Trek-Segafredo \| + 12 s \| \| \| 3.º \| Damien Howson \| Mitchelton-Scott \| + 16 s \| \| \| 4.º \| Matteo Badilatti \| Israel Start-Up Nation \| + 25 s \| \| \| 5.º \| Tobias Foss \| Jumbo-Visma \| + 26 s \| \| \| 6.º \| Janez Brajkovič \| Adria Mobil \| + 27 s \| \| \| 7.º \| Alexis Guérin \| Team Vorarlberg-Santic \| + 30 s \| \| \| 8.º \| Laurens Huys \| Bingoal-Wallonie Bruxelles \| + 30 s \| \| \| 9.º \| Cristián Rodríguez \| Caja Rural-Seguros RGA \| + 37 s \| \| \| 10.º \| James Piccoli \| Israel Start-Up Nation \| + 47 s \| \| |                    |                            |                  |
| |                    |                            |                  |
| Fuente: ProCyclingStats |                    |                            |                  |
| Clasificación general |                    |                            |                  |
| Ciclista | Ciclista           | Equipo                     | Tiempo           |
| 1.º | Attila Valter      | CCC Team                   | 18 h 45 min 55 s |
| 2.º | Quinn Simmons      | Trek-Segafredo             | + 12 s           |
| 3.º | Damien Howson      | Mitchelton-Scott           | + 16 s           |
| 4.º | Matteo Badilatti   | Israel Start-Up Nation     | + 25 s           |
| 5.º | Tobias Foss        | Jumbo-Visma                | + 26 s           |
| 6.º | Janez Brajkovič    | Adria Mobil                | + 27 s           |
| 7.º | Alexis Guérin      | Team Vorarlberg-Santic     | + 30 s           |
| 8.º | Laurens Huys       | Bingoal-Wallonie Bruxelles | + 30 s           |
| 9.º | Cristián Rodríguez | Caja Rural-Seguros RGA     | + 37 s           |
| 10.º | James Piccoli      | Israel Start-Up Nation     | + 47 s           |

### Clasificación por puntos
| Clasificación por puntos | Clasificación por puntos | Clasificación por puntos    | Clasificación por puntos | Clasificación por puntos |
| Ciclista                 | Ciclista                 | Equipo                      | Puntos                   |                          |
| ------------------------ | ------------------------ | --------------------------- | ------------------------ | ------------------------ |
| 1.º                      | Jakub Mareczko           | CCC Team                    | 90 pts                   |                          |
| 2.º                      | David van der Poel       | Alpecin-Fenix               | 73 pts                   |                          |
| 3.º                      | Itamar Einhorn           | Israel Start-Up Nation      | 59 pts                   |                          |
| 4.º                      | Andrea Guardini          | Giotti Victoria             | 58 pts                   |                          |
| 5.º                      | Kaden Groves             | Mitchelton-Scott            | 53 pts                   |                          |
| 6.º                      | Luca Pacioni             | Androni Giocattoli-Sidermec | 52 pts                   |                          |
| 7.º                      | Emīls Liepiņš            | Trek-Segafredo              | 50 pts                   |                          |
| 8.º                      | Sasha Weemaes            | Sport Vlaanderen-Baloise    | 36 pts                   |                          |
| 9.º                      | Erlend Blikra            | Uno-X Pro Cycling Team      | 34 pts                   |                          |
| 10.º                     | Adam Ťoupalík            | Elkov-Kasper                | 32 pts                   |                          |

### Clasificación de la montaña
| Clasificación de la montaña | Clasificación de la montaña | Clasificación de la montaña | Clasificación de la montaña | Clasificación de la montaña |
| Ciclista                    | Ciclista                    | Equipo                      | Puntos                      |                             |
| --------------------------- | --------------------------- | --------------------------- | --------------------------- | --------------------------- |
| 1.º                         | Attila Valter               | CCC Team                    | 21 pts                      |                             |
| 2.º                         | David Lozano Riba           | Team Novo Nordisk           | 21 pts                      |                             |
| 3.º                         | Roland Thalmann             | Team Vorarlberg-Santic      | 18 pts                      |                             |
| 4.º                         | Koen Bouwman                | Jumbo-Visma                 | 15 pts                      |                             |
| 5.º                         | Quinn Simmons               | Trek-Segafredo              | 13 pts                      |                             |
| 6.º                         | Damien Howson               | Mitchelton-Scott            | 11 pts                      |                             |
| 7.º                         | Laurens Huys                | Bingoal-Wallonie Bruxelles  | 10 pts                      |                             |
| 8.º                         | Lukas Meiler                | Team Vorarlberg-Santic      | 8 pts                       |                             |
| 9.º                         | Veljko Stojnić              | Vini Zabù-KTM               | 6 pts                       |                             |
| 10.º                        | Matteo Badilatti            | Israel Start-Up Nation      | 6 pts                       |                             |

### Clasificación por equipos
| Clasificación por equipos | Clasificación por equipos | Clasificación por equipos | Clasificación por equipos |
| Equipo                    | Equipo                    | Tiempo                    |                           |
| ------------------------- | ------------------------- | ------------------------- | ------------------------- |
| 1.º                       | Jumbo-Visma               | 56 h 20 min 24 s          |                           |
| 2.º                       | Israel Start-Up Nation    | + 45 s                    |                           |
| 3.º                       | Mitchelton-Scott          | + 1 min 46 s              |                           |
| 4.º                       | Elkov-Kasper              | + 2 min 46 s              |                           |
| 5.º                       | Kometa-Xstra              | + 2 min 51 s              |                           |
| 6.º                       | Uno-X Pro Cycling Team    | + 4 min 28 s              |                           |
| 7.º                       | Adria Mobil               | + 5 min 07 s              |                           |
| 8.º                       | Vini Zabù-KTM             | + 6 min 42 s              |                           |
| 9.º                       | Vorarlberg Santic         | + 7 min 27 s              |                           |
| 10.º                      | CCC Team                  | + 7 min 46 s              |                           |

## Evolución de las clasificaciones
| Etapa                   | Vencedor                | Clasificación general | Clasificación por puntos | Clasificación de la montaña | Clasificación del mejor húngaro | Clasificación por equipos |
| ----------------------- | ----------------------- | --------------------- | ------------------------ | --------------------------- | ------------------------------- | ------------------------- |
| 1.ª                     | Jon Aberasturi          | Jon Aberasturi        | Jon Aberasturi           | David Lozano                | Márton Dina                     | Jumbo-Visma               |
| 2.ª                     | Jakub Mareczko          | Jon Aberasturi        | Itamar Einhorn           | David Lozano                | András Szatmáry                 | CCC                       |
| 3.ª                     | Jakub Mareczko          | Kaden Groves          | Jakub Mareczko           | David Lozano                | András Szatmáry                 | CCC                       |
| 4.ª                     | Jakub Mareczko          | Kaden Groves          | Jakub Mareczko           | David Lozano                | András Szatmáry                 | CCC                       |
| 5.ª                     | Attila Valter           | Attila Valter         | Jakub Mareczko           | Attila Valter               | Attila Valter                   |                           |
| Clasificaciones finales | Clasificaciones finales | Attila Valter         | Jakub Mareczko           | Attila Valter               | Attila Valter                   | Jumbo-Visma               |

## UCI World Ranking
El Tour de Hungría otorgó puntos para el UCI World Ranking para corredores de los equipos en las categorías UCI WorldTeam, UCI ProTeam y Continental. Las siguientes tablas son el baremo de puntuación y los 10 corredores que obtuvieron más puntos:
| Posición              | 1.º | 2.º | 3.º | 4.º | 5.º | 6.º | 7.º | 8.º | 9.º | 10.º | 11.º | 12.º | 13.º-15.º | 16.º-25.º |
| Clasificación general | 125 | 85  | 70  | 60  | 50  | 40  | 35  | 30  | 25  | 20   | 15   | 10   | 5         | 3         |
| Por etapa             | 14  | 5   | 3   |     |     |     |     |     |     |      |      |      |           |           |
| Líder                 | 3   |     |     |     |     |     |     |     |     |      |      |      |           |           |

| Clasificación |                    |                        |         |       |       |       |
| Posición      | Ciclista           | Equipo                 | General | Etapa | Líder | Total |
| ------------- | ------------------ | ---------------------- | ------- | ----- | ----- | ----- |
| 1.º           | Attila Valter      | CCC                    | 125     | 14    | -     | 139   |
| 2.º           | Quinn Simmons      | Trek-Segafredo         | 85      | 5     | -     | 90    |
| 3.º           | Damien Howson      | Mitchelton-Scott       | 70      | 3     | -     | 73    |
| 4.º           | Matteo Badilatti   | Israel Start-Up Nation | 60      | -     | -     | 60    |
| 5.º           | Tobias Foss        | Jumbo-Visma            | 50      | -     | -     | 50    |
| 6.º           | Jakub Mareczko     | CCC                    | -       | 42    | -     | 42    |
| 7.º           | Janez Brajkovič    | Adria Mobil            | 40      | -     | -     | 40    |
| 8.º           | Alexis Guérin      | Vorarlberg-Santic      | 35      | -     | -     | 25    |
| 9.º           | Laurens Huys       | Bingoal-WB             | 30      | -     | -     | 30    |
| 10.º          | Cristián Rodríguez | Caja Rural-Seguros RGA | 25      | -     | -     | 25    |